# Chaetura meridionalis
 Distribución geográfica en naranjado
El vencejo de tormenta (Argentina, Paraguay, Venezuela) o vencejo sureño (Colombia) (Chaetura meridionalis) es una especie de ave apodiforme de la familia Apodidae. Anteriormente era considerado conespecífico con Chaetura andrei que es más pequeño, pero Marín (1997) descubrió que el vencejo de tormenta en realidad se encuentra emparentado con el vencejo de chimenea (Chaetura pelagica)